# Vyšná Slaná
Vyšná Slaná (Hongaars: Felsősajó) is een Slowaakse gemeente in de regio Košice, en maakt deel uit van het district Rožňava.
Vyšná Slaná telt 492 inwoners.